# Calophya washingtonia
Calophya washingtonia (лат.) — вид мелких полужесткокрылых насекомых рода Calophya из семейства Calophyidae.

## Распространение
Встречается в США: штат Вашингтон.

## Описание
Мелкие полужесткокрылые насекомые. Длина 2 мм. Внешне похожи на цикадок, задние ноги прыгательные. Основная окраска коричневая (глаза темнее). Кончики усиков чёрные. Крылья коричневые, полупрозрачные, блестящие. Длина третьего сегмента усиков почти равна общей длине четвёртого, пятого, шестого и седьмого члеников вместе взятых. Передние перепончатые крылья более плотные и крупные, чем задние; в состоянии покоя сложены крышевидно. Лапки имеют 2 сегмента. Антенны короткие, имеют 10 сегментов. Голова широкая как переднеспинка.
Биология неизвестна, предположительно, как и близкие виды, взрослые особи и нимфы питаются, высасывая сок растений. Вид был впервые описан в 1931 году под названием Hemitrioza washingtonia Klyver, 1931, а его валидный статус подтверждён в ходе ревизии, проведённой в 2000 году швейцарским колеоптерологом Даниэлем Буркхардтом (Naturhistorisches Museum, Базель, Швейцария) и его коллегой Ивом Бассетом (Smithsonian Tropical Research Institute, Панама)